# مقاطعة كوتون (أوكلاهوما)
مقاطعة كوتون (بالإنجليزية: Cotton County)‏ هي إحدى مقاطعات ولاية أوكلاهوما في الولايات المتحدة الأمريكية.

## أعلام
- فان هيفلين